# Kieliszek do wina
Kieliszek do wina – naczynie szklane o cienkich ściankach, zwykle na nóżce, używane do podawania i degustacji wina. Dawniej kieliszek wina stanowił jednostkę objętości, używaną w opisie dawkowania lekarstwa dla pacjenta (na sygnaturze), jej objętość szacowana była na 30-50 ml.
Pożądanym kształtem kieliszka do wina jest ten przypominający tulipana. Sprzyja on koncentracji aromatów, a odpowiednia pojemność umożliwia wygodne operowanie kieliszkiem, w tym kręcenie winem bez ryzyka rozlania. Równocześnie kieliszek powinien być lekki, by nie obciążał dłoni nawet w przypadku dużej czaszy.

## Rodzaje
Wyróżnia się cztery podstawowe rodzaje kieliszków: do win musujących, win białych, win czerwonych oraz win słodkich. W przypadku win białych i czerwonych zaleca się stosowanie dwóch wariantów kieliszków: mniejszych – do win młodych i nieskomplikowanych, oraz większych – do win bardziej złożonych, dojrzewających. 

### kieliszki do win musujących
Do serwowania win musujących najczęściej wykorzystuje się kieliszki o podłużnym kształcie, znane jako flety. Charakteryzują się one wysoką, smukłą budową oraz lekko rozszerzoną dolną częścią czaszy, która zwęża się ku górze. Tego typu konstrukcja pozwala uwidocznić pionowy strumień pęcherzyków dwutlenku węgla, a jednocześnie spowalnia ich ulatnianie się, co sprzyja zachowaniu musowania. Zwężenie u wylotu wspomaga również koncentrację aromatów.
W sytuacjach, gdy specjalistyczne kieliszki do win musujących są niedostępne, dopuszcza się ich zastąpienie odpowiednio ukształtowanymi kieliszkami do win białych. Nie zaleca się natomiast wykorzystywania szerokich i płaskich kieliszków typu pucharek, które dawniej były używane do win musujących. Ich konstrukcja sprzyja szybkiemu rozpraszaniu się bąbelków oraz ogranicza możliwość uchwycenia pełnego bukietu zapachowego trunku.

### kieliszki do win słodkich
W przypadku niektórych rodzajów win słodkich przyjęto stosowanie specjalnie przypisanych im typów kieliszków. Przykładem może być sherry, dla którego tradycyjnie używa się kieliszka typu copita – smukłego, niewielkiego naczynia o kształcie wydłużonego tulipana, umożliwiającego skuteczną koncentrację aromatów.
Za niewłaściwy uznaje się zwyczaj serwowania win słodkich w kieliszkach przeznaczonych do likierów. Takie szkło, ze względu na małą objętość i nieodpowiednią formę, nie pozwala w pełni oddać złożoności i intensywności bukietu aromatycznego charakterystycznego dla szlachetnych win słodkich. Rozsądnym kompromisem jest w tym przypadku użycie mniejszych (ale nie nazbyt małych) kieliszków przeznaczonych do win białych, które zapewniają lepsze warunki do degustacji.